# Amsacta gangara
Amsacta gangara là một loài bướm đêm thuộc phân họ Arctiinae, họ Erebidae.